# Estación de Las Zorreras
Las Zorreras, también llamada Las Zorreras - Navalquejigo, es un apeadero ferroviario situado en el municipio español de El Escorial en la pedanía de Navalquejigo en la Comunidad de Madrid. Forma parte la línea C-8a de la red de Cercanías Madrid operada por Renfe. Cuenta también con servicios de Media Distancia. 

## Situación ferroviaria
La estación se encuentra en el punto kilométrico 41,6 de la línea férrea de ancho ibérico que une Madrid con Hendaya a 899,12 metros de altitud. El tramo es de vía doble y está electrificado.

## Historia
La estación fue inaugurada el 9 de agosto de 1861 con la puesta en marcha del tramo Madrid – El Escorial de la línea radial Madrid-Hendaya. Su explotación inicial quedó a cargo de la Compañía de los Caminos de Hierro del Norte de España quien mantuvo su titularidad hasta que en 1941 fue nacionalizada e integrada en la recién creada RENFE. Desde el 31 de diciembre de 2004 Renfe Operadora explota la línea mientras que Adif es la titular de las instalaciones ferroviarias.

## La estación
Aunque cerrado al público Las Zorreras conserva el edificio de piedra y ladrillo original que el dio Norte con su cartel de cerámica. Con el cierre de las instalaciones se añadieron varias marquesinas en los dos andenes laterales con los que cuenta el apeadero. Como otras estaciones de la zona dispone de una subestación eléctrica cuyo propósito era facilitar a los trenes la subida Ávila. 

## Servicios ferroviarios

### Media Distancia
Renfe presta servicios de Media Distancia usando trenes regionales a razón de dos relaciones diarias en ambos sentidos cadenciados con los servicios que presta Cercanías Madrid.
| Línea MD | Trenes   | Origen/Destino          |  | Destino/Origen |
| -------- | -------- | ----------------------- |  | -------------- |
| 51       | Regional | Madrid-Atocha Cercanías |  | Ávila          |

### Cercanías
| procedencia/destino                             | < estación  | Línea | estación > | destino/procedencia |
| ----------------------------------------------- | ----------- | ----- | ---------- | ------------------- |
| Santa María de la Alameda-PeguerinosEl Escorial | El Escorial |       | San Yago   | Guadalajara         |

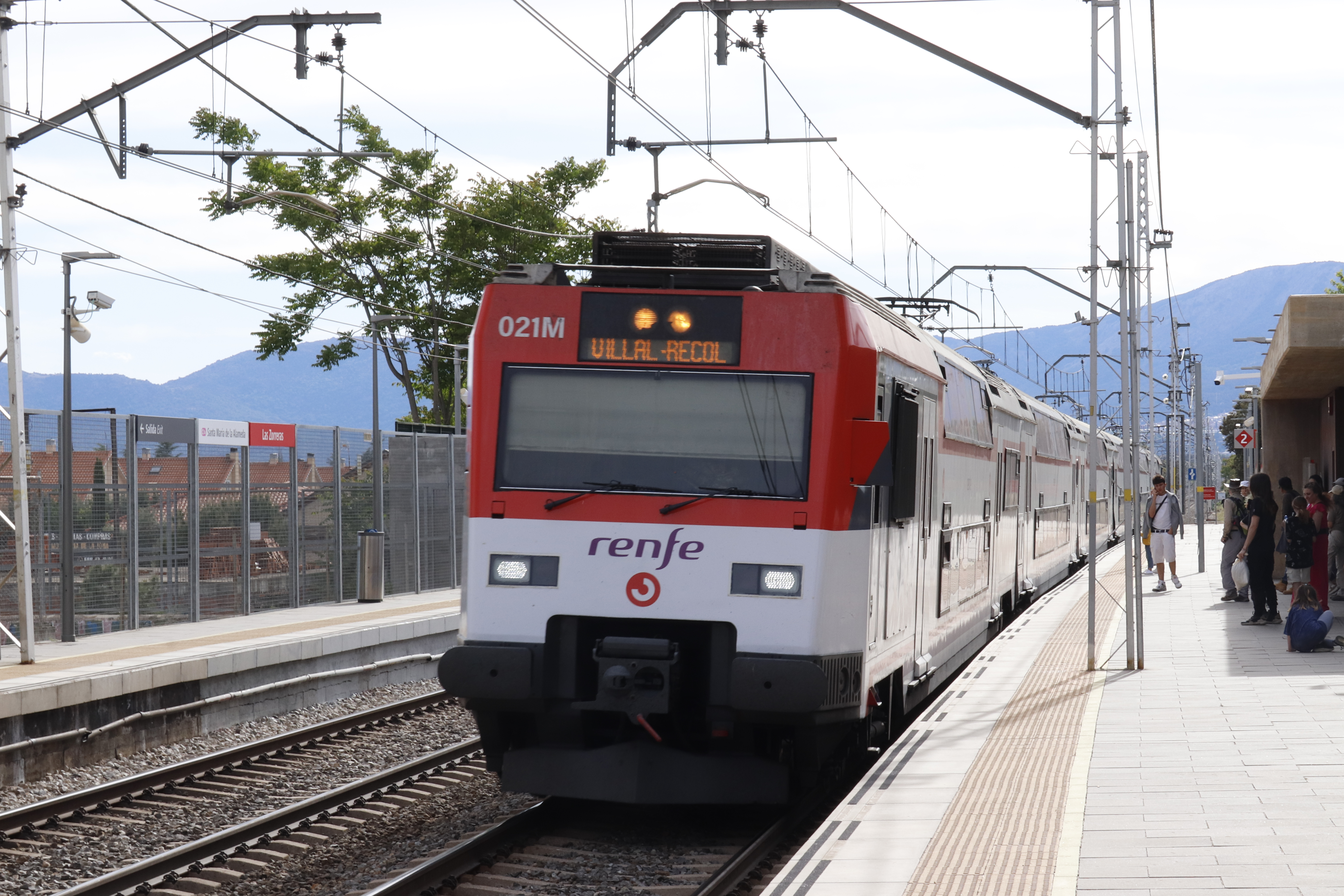
Un tren de Cercanías sentido Madrid

La estación forma parte de la línea C-8a de la red de Cercanías Madrid.

## Conexiones

### Autobuses
| Diurnos |              |                         |          |
| Línea   | Destino      | Parada                  | Operador |
| 3       | Las Zorreras | 11390 Est. Las Zorreras | ALSA     |
| 3       | El Escorial  | 11391 Est. Las Zorreras | ALSA     |

| Diurnos |                                  |                         |          |
| Línea   | Destino                          | Parada                  | Operador |
| 661A    | Las Zorreras                     | 11390 Est. Las Zorreras | ALSA     |
| 661A    | Madrid (Moncloa) (por Galapagar) | 11391 Est. Las Zorreras | ALSA     |